# Carl Hovland
Carl Iver Hovland, psychologue américain né le 12 juin 1912 à Chicago, de parents profondément religieux et mort le 16 avril 1961 à New Haven (Connecticut), offrit d’importantes contributions à la psychologie expérimentale, sociale et cognitive en tant que pionnier dans la recherche des effets de la communication sociale sur les comportements et les croyances.
Il entre à l'université Northwestern à l’âge de 16 ans où il reçoit son « Bachelor of Arts » (diplôme accordé à la fin de quatre ans d'études universitaires), en 1932, et une maîtrise l’année suivante.
Il entre ensuite en 1936 à l’université Yale où il obtient son doctorat avec les honneurs et où il devient professeur. Il publia 18 articles sur ses recherches, pendant la préparation de ce doctorat, dont quatre parurent dans le Journal américain de psychologie et deux dans le Journal de biologie et de médecine de Yale. Les autres furent publiés dans divers journaux de psychologie. Excepté pendant les trois années consacrées aux études sur l’armée américaine, il demeura membre à part entière de l’université Yale toute sa vie.
Alors qu’il était étudiant à l'université du nord-ouest, il acquit également une formation dans les mathématiques, la physique et la biologie. Mais ils n’étaient pas les seuls domaines de prédilection de Hovland. Pendant ses années d’études, Hovland était également très attiré par la musique. Très bon pianiste, il se destinait d’ailleurs à une carrière musicale. Mais étant beaucoup plus investi dans ses recherches en psychologie, la musique devint davantage un loisir. En 1938, il épousa Gertrude Raddatz également pianiste avec qui il partagea sa passion pour la musique.

## Quelques travaux
L’intérêt qu’il porte à la psychologie sociale remonte à une expérience menée, à la demande du gouvernement américain, sur les stratégies communicatives, à la fin de la seconde guerre mondiale.
En effet, de 1942 à 1945, dans une période de mobilisation de toute la société américaine, le célèbre sociologue et psychosociologue Samuel Stouffer recrute Hovland pour diriger avec lui et Leonard Cottrell, et avec la collaboration de divers sociologues psychologues et statisticiens civils et militaires, la mise en œuvre d’enquêtes statistiques au sein de la Research Branch de la Division information et éducation du War Department, dont l’ampleur n’a jamais été égalée. En 1949 paraît « The American Soldier », en quatre volumes.
La mission principale de la section d'Hovland était d'évaluer les programmes de formation et les effets des films de propagande préparés par la Division information et éducation pour des troupes américaines aux États-Unis et en Europe. Hovland devait guider et synthétiser le travail d'environ quinze chercheurs.
Il fut le premier à parler de l’« Effet d'assoupissement » après avoir étudié les effets du film de propagande de Frank Capra. Entre 1942 et 1945, Frank Capra tourna "Pourquoi nous combattons" (why We Fight), une série de sept films supervisés par le haut commandement militaire, et destinée à l'éducation civique des recrues.
Plus tard, toujours sur le même sujet, Hovland collabora avec Irving Janis qui deviendra ensuite célèbre pour sa fameuse théorie de la pensée de groupe ou GroupThink.
En 1951 Hovland a démontré, en collaboration avec Walter Weiss, le rôle de la compétence dans la persuasion, par une expérience simple et intuitive (The influence of source credibility on communication effectiveness). Il présentait à des étudiants en Histoire quatre textes sur quatre sujets : la politique internationale de l'époque, la sidérurgie, la santé et les médias. Chaque texte était fourni en double. L'un, signé par un expert du domaine, l'autre, signé par une source jugée compétente. Chaque étudiant ne recevait que l'une des versions des textes. 
L'opinion globale des étudiants sur les textes fut mesurée par une échelle d'attitude, une fois avant de les avoir lu, puis une fois après. 
Pour les trois premiers sujets, le changement fut net lorsque la source était un expert. En revanche, concernant les médias, 13 % changèrent d'attitude lorsque le journaliste était censé être expert et 17 % quand le texte était signé par une source jugée compétente.
Les auteurs pensèrent que cette tendance était due à un effet de crédibilité de la source.
En 1960, Milton Rosenberg et Carl Hovland développent un modèle majeur qui prend en compte la connaissance que l’on a de l’objet. Ils établissent en effet un rapport entre l’orientation sélective de la pensée, le comportement résultant du processus d’apprentissage antérieur, et un objet d’attitude. Ainsi, le comportement est l’action qui résulte de l’attitude. Leur modèle fait apparaître le concept d’attitude selon trois dimensions : cognitive, affective et comportementale.
- Affective : émotions positives ou négatives que l’individu a à l’égard d’un objet. On y retrouve le préjugé avec pour objet un groupe d’individus ;
- Cognitive : renvoie aux connaissances/croyances de l’individu et la crédibilité qu’il leur accorde. Par exemple, le stéréotype, du fait des croyances sociales d’un groupe à l’égard d’un autre groupe ;
- Conative : relative aux comportements de l’individu et à ses intentions comportementales. La discrimination est une forme de la dimension conative. Elle est la manifestation du préjugé et du stéréotype.

En 1961, Hovland développa avec Muzafer Sherif la théorie du jugement social (« Judgmental Phenomena and Scales of Attitude Measurement ») : lorsqu'on est exposé à une communication persuasive, celle-ci est dans un premier temps évaluée (le point de vue est il acceptable ou non ?) et ce n'est qu'en fonction de ce jugement que le changement d'attitude a lieu on non.
Ces travaux se sont d’ailleurs largement inspirés de la conception des sophistes et rhéteurs de la Grèce antique concernant l’élaboration des stratégies argumentatives.
Hovland aura publié en tout plus de soixante-dix articles. Il fut le rédacteur ou le coauteur de sept livres et a dirigé au moins vingt-deux thèses doctorales à Yale. Ses contributions scientifiques ont été reconnues par la Société Philosophique américaine (1950), l'Académie américaine d'Arts et des Sciences (1956) et l'Académie nationale de Sciences (1960).

## Communication unilatérale versus communication bilatérale: deux stratégies communicatives
Voyant arriver la fin de la guerre en Europe avec la capitulation de l’Allemagne, tandis que cette guerre se poursuivait entre les États-Unis et le Japon, l’armée craint que les soldats engagés dans la guerre du Pacifique ne soient démotivés.
En 1949, Carl Iver Hovland revint à l'université Yale et se vit accorder un congé de trois années par l’université Yale pour se consacrer, avec la collaboration de Lumsdaine et Sheffield, à une étude, financée par le gouvernement américain, ayant pour objectif de connaître l’efficacité de deux types de stratégies communicatives : la communication unilatérale et la communication bilatérale.
La problématique de l’expérimentation est la suivante : est-il préférable de présenter un seul aspect ou les deux aspects contradictoires d'une argumentation ?
Les messages unilatéral et bilatéral convainquent tous les deux que la guerre sera plus longue. Les soldats les plus instruits étaient davantage convaincus par le message bilatéral, les moins instruits davantage convaincus par le message unilatéral.
Tout dépendait de la position des soldats au départ.
Il s’agissait de donner en premier lieu les arguments qu’ils comprennent, connaissent (répertoire de référence) afin de gagner leur attention, aller dans leur sens. Puis on devait montrer qu’il y avait autre chose.